# Eupsittula
Genre
Le genre Eupsittula regroupe cinq espèces de conures appartenant à la famille des Psittacidae.

## Liste des espèces
Selon la classification de référence du Congrès ornithologique international (version 4.2, 2014) :
- Conure à front rouge – Eupsittula canicularis, anciennement Aratinga canicularis
- Conure aztèque – Eupsittula nana, anciennement Aratinga nana
- Conure couronnée – Eupsittula aurea, anciennement Aratinga aurea
- Conure cuivrée – Eupsittula pertinax, anciennement Aratinga pertinax
- Conure des cactus – Eupsittula cactorum, anciennement Aratinga cactorum